# بول روبير هيكيل
بول روبير هيكيل (1865-1935) (بالإنجليزية: Paul Robert Hickel)‏ هو عالم نبات فرنسي.